# Kurt Preiß
Kurt Preiß (* 8. November 1929 in Krems an der Donau; † 1. Juli 2011 ebenda) war ein österreichischer Politiker (SPÖ) und Schuldirektor. Preiß war zwischen 1982 und 1993 Abgeordneter zum  österreichischen Nationalrat.

## Ausbildung und Beruf
Preiß besuchte nach der Volksschule ein Gymnasium, das er 1947 mit der Matura abschloss. Er studierte in der Folge an der Philosophischen Fakultät der Universität Wien und wurde 1952 zum Doktor promoviert. Zudem legte er 1953 die Lehramtsprüfung für Deutsch, Latein und Philosophie ab. Er war danach als Lehrer an allgemeinbildenden höheren Schulen in Wien, der Steiermark und Niederösterreich beschäftigt. Bis zu seiner Pensionierung war er Direktor des Bundesrealgymnasiums Krems. Ihm wurde der Berufstitel Hofrat verliehen.

## Politik
Preiß war Gewerkschaftsfunktionär und Mitglied des Kollegiums des Landesschulrates für Niederösterreich. Er wirkte von 1972 bis 1982 als Vizebürgermeister der Stadt Krems an der Donau und war ab 1982 Bezirksparteivorsitzender der SPÖ Krems 1982. Zudem war er ab 1975 als Obmann-Stellvertreter des Bundes Sozialdemokratischer Akademiker, Intellektueller und Künstler (BSA) aktiv und Mitglied mehrerer Aufsichtsräte. Preiß vertrat die SPÖ vom 9. Oktober 1982 bis zum 28. Jänner 1993 im Nationalrat. 